# Al Corley
Alford Corley (Wichita, 22 maggio 1956) è un attore, produttore cinematografico ed ex cantante statunitense.
È noto in particolare per essere uno degli interpreti della soap opera Dynasty.

## Biografia
Nasce in Kansas, prima di debuttare come attore lavora come buttafuori presso il leggendario Studio 54. Debutta al cinema nel 1981 nel film Crazy Runners - Quei pazzi pazzi sulle autostrade, ma ottiene ben presto successo nel piccolo schermo, grazie alla nota interpretazione del figlio Steven Carrington, nel serial televisivo Dynasty, coraggioso ruolo gay per un attore statunitense di quei tempi, che gli porterà una grande popolarità, interpretato dal 1981 al 1982 e poi sostituito successivamente da Jack Coleman.
Nel 1984 intraprende la carriera musicale, scalando le classifiche di mezza Europa con la hit Square Rooms, prodotta da Harold Faltermeyer, entrato tra i classici degli anni ottanta. Dopo altri singoli di minor successo come Cold Dresses e Face to Face e altri due album, la sua carriera musicale si spegne in breve tempo.
Per molti anni sparisce dalle scene, tornando a lavorare come attore nel 1994, ottenendo un piccolo ruolo nel film Don Juan De Marco - Maestro d'amore, accanto a Johnny Depp e Marlon Brando. Nello stesso anno inizia l'attività di produttore cinematografico con il thriller tedesco Una moglie di troppo.
Nel 1991 e nel 2006 torna a vestire i panni di Steven Carrington, ruolo che lo rese celebre, in due film televisivi di Dynasty. Come produttore ha prodotto film come Palmetto - Un torbido inganno, BancoPaz, Chi ha ucciso la signora Dearly?, Edmond, Un amore sotto l'albero e Behind the Mask - Vita di un serial killer.

### Vita privata
Dal 1989 è sposato con l'attrice tedesca Jessika Cardinahl, la coppia ha tre figli, Sophie, Ruby e Clyde. La figlia maggiore, Sophie, è nata con la sindrome di Wolf-Hirschhorn, che le ha causato un ritardo mentale e handicap fisici.

## Filmografia

### Attore
- Crazy Runners - Quei pazzi pazzi sulle autostrade (Honky Tonk Freeway, 1981)
- Dynasty (1981-1982) - Serie TV
- Dynasty: ultimo atto (Dynasty: The Reunion, 1991)
- Don Juan De Marco - Maestro d'amore (Don Juan De Marco, 1994)
- BancoPaz (Scorched, 2003)
- Più grande del cielo (Bigger Than the Sky), regia di Al Corley (2005)
- Dynasty Reunion: Catfights & Caviar (2006)
- You Kill Me (2007)
- Stolen - Rapiti (Stolen) (2009)
- Bulletproof Man (Kill the Irishman) (2011)

### Regista
- Più grande del cielo (Bigger Than the Sky) (2005)

### Produttore
- Una moglie di troppo (Im Sog des Bösen, 1995)
- Palmetto - Un torbido inganno (Palmetto, 1998)
- Chi ha ucciso la signora Dearly? (Drowning Mona, 2000)
- BancoPaz (Scorched, 2003)
- Un amore sotto l'albero (Noel, 2004)
- Edmond (2005)
- Behind the Mask - Vita di un serial killer (Behind the Mask: The Rise of Leslie Vernon, 2006)
- The Gravedancers (2006)
- You Kill Me (2007)
- Stolen - Rapiti (Stolen) (2009)
- Bulletproof Man (Kill the Irishman) (2011)
- The Forger - Il falsario (The Forger) (2014)
- L'uomo dei ghiacci - The Ice Road (The Ice Road), regia di Jonathan Hensleigh (2021)

## Discografia

### Album
- Square Rooms – 1984
- Riot in Color – 1986
- The Big Picture – 1988